# 中野武雄

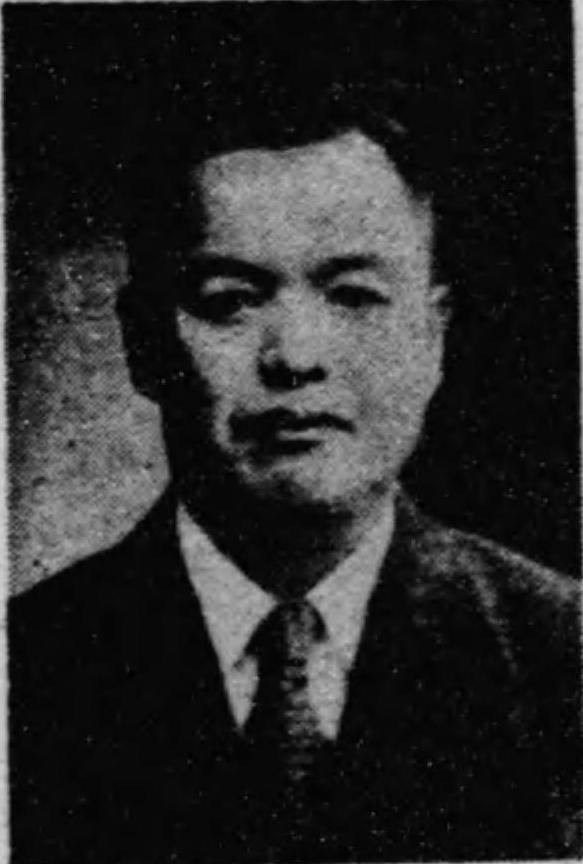
中野武雄

中野 武雄（なかの たけお、1901年（明治34年）4月3日 - 1969年（昭和44年）6月28日）は、昭和期の実業家、政治家。衆議院議員。

## 経歴
京都府出身。1929年（昭和4年）早稲田大学英法科を卒業し、さらに同大学院で学んだ。その後、醤油醸造、食料品製造業を営む。
京都市会議員、同参事会員となる。京阪伏見桃山農業会連合会長、京都市開拓協会長、鳳凰醸造監査役、日本食料専務取締役、伏見小運搬取締役社長、近畿砂利社長、京都伏見農業協同組合連合会顧問などを務めた。
1946年（昭和21年）4月の第22回衆議院議員総選挙に京都府選挙区から日本自由党公認で出馬して初当選。以後、京都府第2区から出馬して第25回総選挙まで再選され、衆議院議員に連続4期在任した。この間、第3次吉田内閣・大蔵政務次官、日本自由党幹事、民主自由党総務などを務めた。その後、第26回、第28回、第29回、第31回総選挙に、また1956年（昭和31年）7月の第4回参議院議員通常選挙に京都地方区から立候補したがいずれも落選した。